# Одноробівка (село)
Одноробі́вка — село в Золочівській громаді Богодухівського району Харківської області України.
Розташована за 13 км від районного центру.
Населення — 1215 осіб.

## Географія
Село Одноробівка знаходиться за 6 км від річки Уди (правий берег), до села примикає селище Муравське. По селу протікає безіменний струмок з загатами. Поруч із селом проходить залізниця, станція Муравський. На відстані 3 км проходить автомобільна дорога Т 2103.

## Транспорт
Електропоїзди ходять з Харкова до Золочева, далі — поїзд з 2-3 вагонів від Золочева до Одноробівки. Також раз на добу проходить поїзд Харків — Готня.

## Історія
Вперше село згадується в документах 1724 року як хутір Романівка по праву сторону від Муравського шляху , а в 1750 році поселення вже називалося як Одноробівка. Тоді тут жило 270 осіб.
В 1799 році побудовано дерев'яний двопрестольний Храм Різдва Христового за сприянням поміщиці Єфросинії Квітки. Головний престол висвячений на честь Різдва Христового, боковий лівий  — святих Йоакима і Анни.
За даними на 1864 рік у власницькому селі Харківського повіту мешкало 2493 осіб (197 чоловічої статі та 258 — жіночої), налічувалось 49 дворових господарств, існували православна церква, винокуренний та цегельний заводи.
В 1901 році відкрита бібліотека без читальні, станом на 1902 рік містила фонд 562 книги і мала 127 підписників. Завідував бібліотекою вчитель церковно-приходської школи.
1905 року в Одноробівці стались заворушення, організаторами яких були А. З. Скрипниченко, брати Жукови та інші.
Станом на 1914 рік село було центром Одноробівської волості. Поблизу села були відрубні землі хуторів Сусли, Стогнії, Бігдани та Цилюрики. У 1930 році на цій території створено 3 колгоспи.
Село постраждало внаслідок геноциду українського народу, вчиненого урядом СССР у 1932—1933 роках, кількість встановлених жертв у Одноробівці та Петрівці — 52 людей.
В роки другої світової війни господарство було зруйноване. Після війни все відбудовано, зведено 200 нових будинків.
У 1950 році три діючі колгоспи об'єднані в один імені Ілліча. Під час укрупнення господарств в 1957 році колгосп приєднався до Івашківського відгодівного пункту і став  його  другим відділком. З часом Івашківський відгодівельний пункт був реорганізовний в Івашківську птахофабрику.
У 1964 прийнято рішення про зведення нової Івашківської птахофабрики на північній околиці села Одноробівка, яке тривало до 1974 року. Було зведено низку виробничих, адміністративних і культурно-побутових будівель. Також зведено 9 тисяч квадратних метрів житла, зведено дитячий комбінат, їдальню, торговий центр, будинок культури, школу, інтернат, гуртожиток, а також будівлю сільської ради. Зі створенням птахофабрики її очолив Петро Семенович Садов (1960-1975). Наступним керівником птахофабрики з 1975 року стає Едуард Федорович Шестко.
12 червня 2020 року, розпорядженням Кабінету Міністрів України № 725-р «Про визначення адміністративних центрів та затвердження територій територіальних громад Харківської області», увійшло до складу Золочівської селищної громади.
19 липня 2020 року, в результаті адміністративно-територіальної реформи та ліквідації Золочівського району, село увійшло до складу Богодухівського району.

## Населення

### Мова
Розподіл населення за рідною мовою за даними перепису 2001 року:
| Мова                | Відсоток |
| ------------------- | -------- |
| українська          | 85,73%   |
| російська           | 13,82%   |
| інші/не визначилися | 0,45%    |

## Відомі люди
- Чугай Тамара Іванівна (нар. 1955, Ордівка) — українська радянська діячка, пташниця Івашківської птахофабрики Золочівського районe Харківської області, Депутат Верховної Ради СРСР 10 — 11-го скликань.[11]

## Сьогодення
В Одноробівці розташоване відділення фермерського господарства «Альфа» (землі колишньої Івашківської птахофабрики).
У селі є школа, ліцей механізації сільського господарства, бібліотека.
Оскільки прямо біля Одноробівки проходить кордон з Росією, вона досить часто згадується в ЗМІ з 1990-х років як місце вилучення різних цінностей (наприклад, ікон) і контрабанди.